# 맹진사댁 경사
맹진사댁 경사(孟進士宅 慶事)는 오영진(吳泳鎭)의 희곡이다. 1942년에 시나리오를 썼고, 1943년에 희곡으로 개작했다.

## 개요
1942년에 쓴 시나리오를 1943년 작자 자신이 희곡으로 개작, 1944년에 '태양극단'에서 초연했다. 그 후 '신협(新協)'(1951년 이광래 연출)과 '실험극장'(1969년과 1972년 나영세 연출)에서 공연되었다. 1964년 국제극예술협의회 파리 본부에서 영문과 불문으로 번역되고 영화로는 시집가는 날로 1956년 제작되어 1957년 도쿄에서 열린 제5회 아시아영화제에서 최고 희극상을 획득했다. 한국의 연극은 신극(新劇) 이후부터 현대극에 이르기까지 희극(喜劇)의 풍토를 개척하는데 소홀해 왔고 따라서 볼만한 작품도 거의 없었다. 이러한 불모(不毛)에서 〈맹진사댁 경사〉가 나왔다는 것은 극히 드문 예외라 하겠다. 한국의 전통극은 독특한 해학(諧謔)과 풍자성을 갖고 있지만 그것을 제대로 계승·발전시킬 작가는 없었다. 그러한 터에 오영진이 나와 그 작업을 1940년대에 훌륭히 해냈다는 것은 희극 작가로서 오영진의 역량과 재능을 입증하는 것이고 나아가 한국의 현대 희극이 지향해야 할 한 이정표(里程標)를 제시했다고 볼 수 있다(그는 1970년에도 그와 같은 계열의 희극 〈허생전〉을 써서 큰 성공을 거둔 바 있다). 구(舊)결혼제도의 모순과 인습을 풍자한 이 작품의 내용은 한국의 고유한 생활풍속과 사상을 여실히 보여주고 있다.

## 줄거리
무남독녀의 외딸을 가진 맹진사(그 자신은 진사 자리를 돈으로 산 사람이다)는 오직 돈 많고 지체높은 김대감집과 사돈이 된다는 허영에서 사위될 사람을 보지도 않고 혼인승낙을 한다. 그런데 그 사위가 다리를 전다는 사실이 알려진다. 이에 놀란 맹진사는 몸종인 입분이로 하여금 딸 갑분이 대신 혼인하게 한다. 그러나 정작 혼인날에 나타난 신랑은 신체에 전혀 이상이 없는 건강한 청년이었다. 신랑은 불안하여 어쩔 줄 모르는 입분이에게 자기가 다리를 전다고 거짓말을 한 것은 마음씨 고운 여인을 택하기 위한 기지(機智)였다면서 입분을 아내로 맞을 것을 선언한다.

## 같이 보기
- 맹진사댁 경사 (영화)
- 맹진사댁 경사 (드라마)